# 弗雷迪·桑切斯
弗雷德里克·菲利普·“弗雷迪”·小桑切斯（Frederick Phillip "Freddy" Sanchez, Jr.，1977年12月21日—）出生於美國加利福尼亞州好萊塢，是美國職棒大聯盟的內野手，生涯曾效力過波士頓紅襪、匹茲堡海盜與舊金山巨人。

## 高中以及大學時期
桑切斯的腳有先天問題，左腳是鴿子腳，右腳則有些畸形，他的父母甚至被告知他們的孩子可能不能走路。他在13個月大的時候接受手術來解決腳的問題，並經過數年的物理治療才使得他能走路。
桑切斯曾就讀於伯班克高中，他連續三年都是校隊的成員。在高中最後一年他被評為最有價值球員，他還參加全明星賽，並獲得MVP。2006年1月初，學校為他舉行了21號球衣退役儀式，當天還被命名為“弗雷迪·桑切斯日”。
他曾被亞特蘭大勇士在第30輪選中，但並沒有簽約，而是選擇進入格倫代爾社區學院學習。在校期間他率領球隊自1981年後首次進入西部州聯盟的季後賽。兩年後他轉入達拉斯浸會大學，大四那年又轉到俄克拉荷馬大學，並入選NAIA全明星陣容。

## 職棒生涯

### 波士頓紅襪（2002年－03年）
桑切斯在2000年大聯盟選秀中被波士頓紅襪在第11輪選中。他從1A的洛威旋球開始自己的職業生涯。2001年他在薩拉索達紅襪擊出紅襪小聯盟最佳的3成39打擊率，隨後他升上2A的特倫頓轟雷，並一直保持在3成以上的打擊率。
2002年8月2日桑切斯升上3A的波塔基特紅襪，9月10日完成了他在大聯盟的首次亮相，擊出一支帶有兩分打點的安打。2003年他在大聯盟和3A之間來回。

### 匹茲堡海盜（2004年－09年）
桑切斯在2003年大聯盟交易截止日前被送到匹茲堡海盜，交換傑夫·蘇潘。來到海盜不久桑切斯就遭受到腳踝傷，2004年整個賽季幾乎都受到傷病的困擾，直到9月份才重回大聯盟。
2005年時桑切斯在大聯盟第一個完整的賽季，他從替補內野手起步，但由於隊友表現不佳，他慢慢成為球隊的主力，整個賽季他擊出5支全壘打和35分打點，打擊率2成91。
桑切斯在2006年打出職業生涯迄今為止最好的一個賽季，仍從替補起步，直到5月6日取代受傷的喬·蘭達，成為先發三壘手。此後他表現出良好的狀態，整季擊出200支安打和85分打點，並以3成44的打擊率成為國聯打擊王，他也成為繼1983年比爾·麥德羅克之後首位獲得此殊榮的海盜隊球員，他是在常規賽最後一天才以微弱優勢擊敗佛羅里達馬林魚的米格爾·卡布瑞拉。另外他還擊出了國聯最多的53支二壘安打，平飛球比率27.5%為全聯盟最高。當地媒體稱桑切斯在2006年打出了一個童話般的賽季，海盜隊總教練吉姆·特雷西也稱贊他：“如果是賽季開始前列出可能獲得國聯打擊王的球員名單，肯定不會有桑切斯的名字。現在呢？他已經成為未來幾年大家關註的對象。”
由於其在傷後復出的出色表現，桑切斯被評為2006年托尼·康尼利亞羅獎。還在這個賽季的全明星賽投票中獲得全聯盟最多的85萬張手寫票，並以替補的身份首次入選全明星賽。比賽中他在第五局替換艾德加·倫特裡亞，出任游擊手。他的一個精彩的飛撲獲得全場最佳守備，打擊方面，他兩次上場打擊，未能擊出安打。

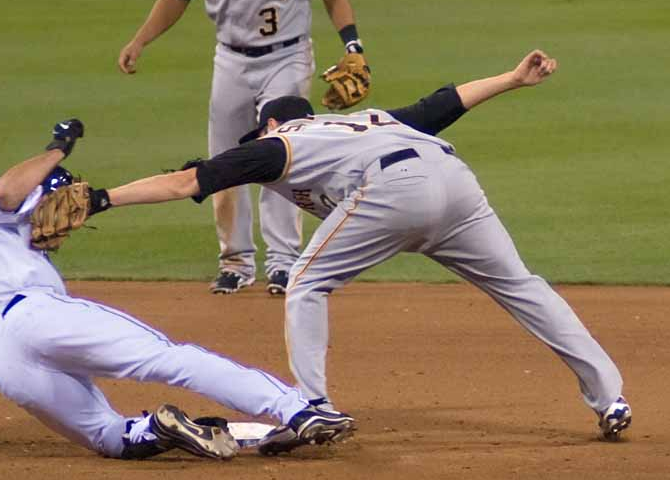
9月19日，桑切斯在比賽中

2007年桑切斯取代何塞·卡斯蒂略成為球隊的二壘手。雖然沒能打出如前一個賽季出色的成績，但仍然打出3成以上的打擊率，擊出生涯最高的11支全壘打，並再度入選全明星賽，他也是當年唯一入選全明星賽的海盜隊球員。
2008年賽季開始前，桑切斯和海盜隊簽下兩年的合約。這個賽季他的打擊有所退步，打擊率僅為2成71。
2009年5月25日，桑切斯單場擊出6支安打，這是自1990年以來的首次有海盜隊球員達到這一成績，他也和德州游騎兵的伊恩·金斯勒一起成為該賽季唯二單場擊出6支安打的球員。

### 舊金山巨人（2009年至2012）
就在桑切斯被選入2009年全明星賽之後，球隊決定將其放入交易市場。7月29日，舊金山巨人用小聯盟投手蒂姆·阿爾德森交換桑切斯。
來到巨人隊之後桑切斯一度受到肩傷的困擾，曾在8月底進入傷病名單。但球隊還是表示對他充滿信心，賽季結束後和他簽下兩年1200萬美元的合同。

### 退休
2015年12月21日桑切斯在他的38歲生日正式退役，結束10年職棒生涯。

## 私人生活
桑切斯和他的妻子艾麗莎擁有兩個兒子：2005年4月19日出生的伊萬和2008年1月26日出生的瑞恩。
2007年時桑切斯還被匹茲堡雜志評選為匹茲堡最美麗的25人之一。

## 外部鏈接
- 球員資訊和成績在MLB，ESPN，Baseball-Reference，Fangraphs，The Baseball Cube，Baseball-Reference (Minors)（英文）

| 奖项与成就       | 奖项与成就            | 奖项与成就         |
| ---------------- | --------------------- | ------------------ |
| 前任： 德瑞克·李 | 國家聯盟打擊王 2006年 | 繼任： 麥特·哈勒戴 |